# 新城インターチェンジ

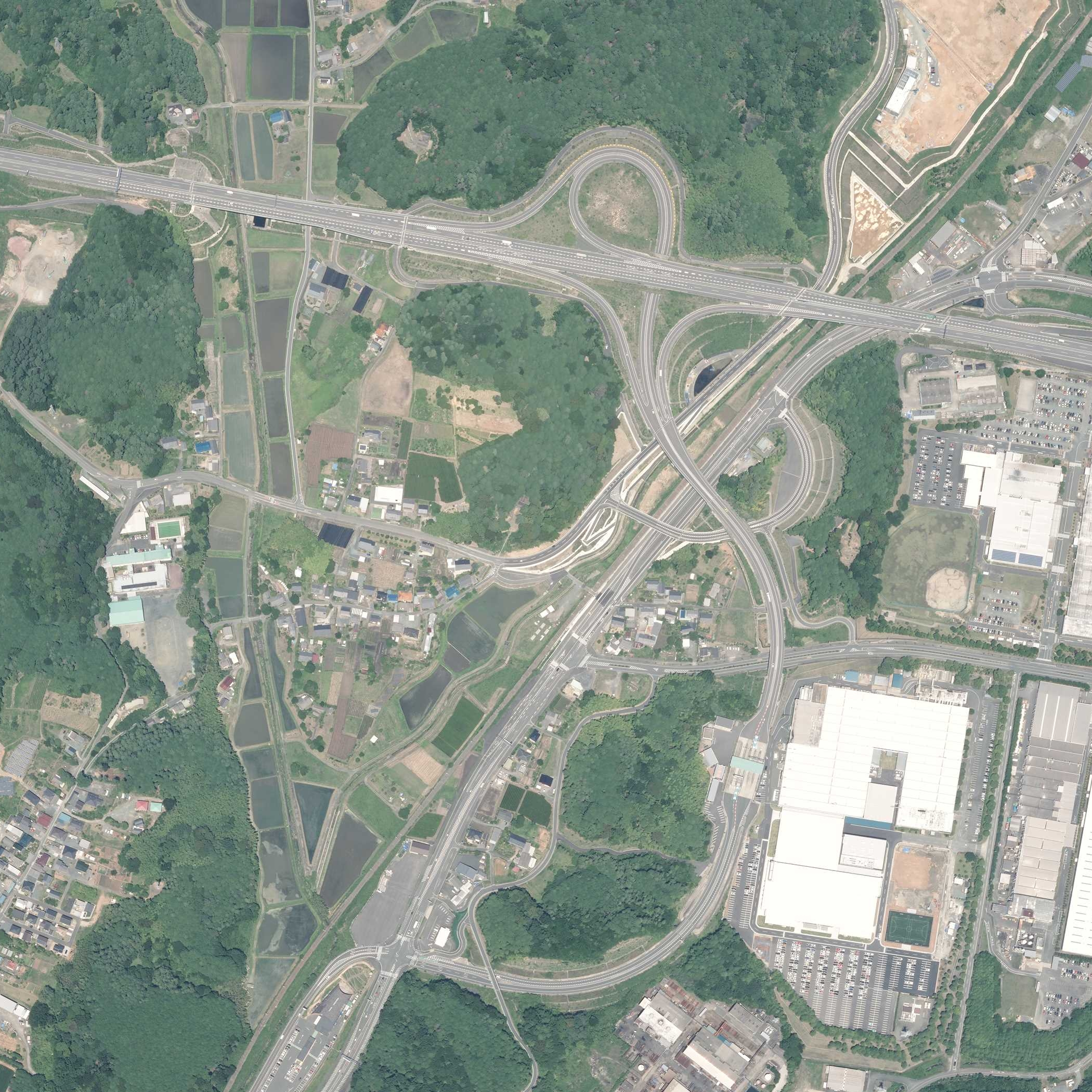

新城インターチェンジ（しんしろインターチェンジ）は、愛知県新城市にある新東名高速道路のインターチェンジ (IC)。新城市および設楽町の最寄りICである。当ICを境に中日本高速名古屋支社と東京支社に管轄が分かれ、当ICは名古屋支社管轄である。

## 歴史
- 2014年（平成26年）9月18日：当ICの名称が「新城IC」で正式決定[1]。
- 2016年（平成28年）2月13日：浜松いなさJCT - 豊田東JCT間開通に伴い、供用開始[2][3][4][5]。
- 2017年（平成29年）6月24日：国土交通省の社会実験事業として、高速道路一時退出実験（ETC2.0搭載車に限定して、当ICで流出し、隣接する道の駅もっくる新城に立ち寄り後、1時間以内に当ICから再流入して順方向に利用の場合、目的地まで高速道路を降りずに利用した場合と同じ料金に調整される）試行開始[6]。
- 2020年（令和2年）3月27日：高速道路一時退出実験の退出可能時間がそれまでの1時間以内から3時間以内に変更[7]。
- 2022年（令和4年）7月1日 : 高速道路一時退出実験の退出可能時間がそれまでの3時間以内から2時間以内に変更[8]。
- 2025年（令和7年）4月16日：料金所がETC専用になる[9]。

## 周辺
- 道の駅もっくる新城 高速バスのバス停が併設
- ジェイアールバス関東新城支店（2021年10月28日営業開始[10]）
- 新城総合公園
- 新城有海工業団地
  - 三菱電機 新城工場
  - オーエスジー 新城工場
- 飯田線 三河東郷駅
- 長篠城跡

## 接続する道路
- 直接接続
  - 国道151号
  - 新城市道（旧国道151号）

## 料金所
- ブース数：5

### 入口
- ブース数：2
  - ETC専用：1
  - ETC/サポート：1

### 出口
- ブース数：3
  - ETC専用：1
  - ETC/サポート：1
  - サポート：1

## 隣
E1A 新東名高速道路
(14) 浜松浜北IC - (14-1) 浜松SA/SIC - (15) 浜松いなさJCT - (16) 新城IC - 長篠設楽原PA - (17) 岡崎東IC